# په اورتیز
په اورتیز (انگلیسی: Pepe Ortiz; ۱۹ مارس ۱۹۳۱ – ۱۷ ژانویهٔ ۲۰۰۱) بازیکن فوتبال اهل اسپانیا بود.
از باشگاه‌هایی که در آن بازی کرده‌است می‌توان به باشگاه فوتبال اسپورتینگ خیخون اشاره کرد.